# Alfonso Ferrabosco (starszy)
Alfonso Ferrabosco starszy (ochrzcz. 18 stycznia 1543 w Bolonii, zm. 12 sierpnia 1588 tamże) – włoski kompozytor.

## Życiorys
Syn Domenica. Jako chłopiec przebywał z ojcem w Rzymie, następnie około 1559 roku znalazł się w służbie kardynała Karola Gwizjusza. Od 1562 do 1564 i ponownie od 1572 do 1578 roku działa na dworze królowej angielskiej Elżbiety I. Z jej polecenia w latach 1569–1572 odbył podróż wywiadowczą po Włoszech. Wynagrodzenie z kasy angielskiej pobierał do 1582 roku, choć już od 1578 roku związany był z dworem sabaudzkim w Turynie, wraz z którym w 1585 roku odbył podróż do Hiszpanii. U schyłku życia wrócił do Bolonii.
Swoją działalnością przyczynił się do przeniesienia na dwór angielski wzorców muzyki włoskiej. Jego twórczość obejmuje ponad 100 madrygałów, prawie 80 motetów, utwory instrumentalne na lutnię i zespół viol. Kompozycje te zachowały się w licznych zbiorach, głównie angielskich.
Jego synem był Alfonso Ferrabosco (młodszy).